# Hồ Bogoria

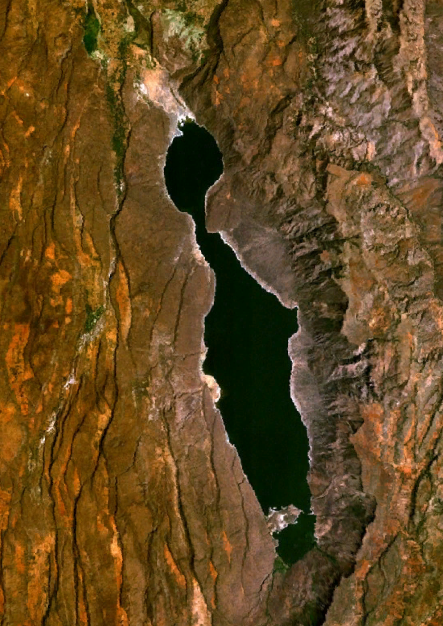
Hình ảnh vệ tinh hồ Bogoria từ World Wind.

Hồ Bogoria là một hồ muối, kiềm nằm trong một khu vực núi lửa trong bồn địa bán địa hào phía nam hồ Baringo, Kenya. Hồ Bogoria cũng như các hồ Nakuru, Elmenteita, và Magadi xa hơn về phía nam của Thung lũng Tách giãn Lớn, cũng như hồ Logipi ở phía bắc, là nơi trú ẩn theo mùa của quần thể hồng hạc nhỏ lớn nhất thế giới. Hồ Bogoria là một khu Ramsar và cũng là khu bảo tồn quốc gia kể từ ngày 29 tháng 11 năm 1973. Hồ Bogoria là hồ nông, cạn (với độ sâu chỉ khoảng 10 mét). Nó có chiều dài 3,5 km và rộng khoảng 34 km, với một lưu vực là 700 km².
Điểm đặc trưng chính của hồ này là đầm lầy Kesubo nằm về phía bắc của hồ và vách đá Siracho nằm ở phía đông, tất cả đều nằm trong khu bảo tồn. Bogoria cũng nổi tiếng với các mạch nước phun và suối nước nóng dọc theo bờ hồ và trong hồ. Tại bốn địa điểm quan sát quanh hồ, có thể thấy ít nhất 10 mạch nước phun, trong đó có những mạch nước phun cao tới 5 mét. Tuy nhiên, hoạt động của các mạch nước này lại chịu ảnh hưởng của lượng nước trong hồ, khi nó làm ngập hay để lộ ra các lỗ phun.
Hồ Bogoria chứa nồng độ cao các ion Na+, HCO3− và CO32−. Chúng bắt nguồn từ dòng chảy vào của sông Waseges (sông Sandai) và sông Emsos. Tại 3 địa điểm trên bờ hồ (Loburu, Chemurkeu và nhóm phía nam gồm Ng'wasis, Koibobei, Losaramat) có khoảng 200 suối nước nóng. Bogoria cũng là nơi có mật độ mạch nước phun thực sự cao nhất châu Phi (ít nhất 18 mạch nước phun được biết đến). Hồ có tính kiềm, với độ pH là 10,5 và là hồ nước mặn với lượng muối lên tới 100 g muối/lít nước hòa tan. Do quanh hồ không có các dòng thoát nước nên nước trở thành mặn là do quá trình bay hơi cao trong khu vực bán khô cằn này. Ngoài ra, Bogoria cũng là một hồ phân tầng, với nước bề mặt ít mặn và nhẹ hơn so với nước phía dưới đáy. Mặc dù là siêu mặn, nhưng hồ có mật độ cao loài tảo lam (Arthrospira fusiformis) là nguồn thức ăn của chim hồng hạc. Có rất ít các loài sinh vật khác trong hồ, như loài luân trùng Brachionus sp. Austria.
Khu vực hồ là quê hương truyền thống của người Endorois, những người đã bị buộc phải rời khỏi khu vực này vào thập niên 1970. Năm 2011, cùng với hồ Nakuru và Elmenteita, Bogoria trở thành một phần của hệ thống các hồ Kenya trong Thung lũng Tách giãn Lớn được công nhận là Di sản thế giới của UNESCO.